# Spitaalsbossen
De Spitaalsbossen zijn bossen in de Belgische gemeente Wortegem-Petegem en Anzegem. Ze vormen de natuurlijke grens tussen Wortegem-Petegem, Waregem en Anzegem, en daarmee ook tussen Oost-Vlaanderen en West-Vlaanderen. Het is het grootste bos in Zuid-West-Vlaanderen en is een restant van het Methelawoud.
Tijdens de Slag aan de Schelde in de Eerste Wereldoorlog werd hard gevochten  in de Spitaalsbossen. Amerikaanse troepen stootten daar op 30 oktober op stevige Duitse weerstand. De Duitsers hadden er verscheidene mitrailleursposten. De 91ste divisie verloor 49 officieren en 920 manschappen bij deze krijgsverrichtingen. De Amerikaanse gesneuvelden zijn begraven op het Amerikaanse kerkhof Flanders Field American Cemetery and Memorial in Waregem.
In die oorlogsperiode kon men echter niet meer spreken van “bossen”, aangezien deze volledig waren uitgedund door de lokale bevolking die te lijden had aan een nijpend brandstoftekort. Na deze tijd is het bos weer hersteld in Wortegem-Petegem en Anzegem. Er is wel nog steeds een natuurlijke grens te zien die gevormd is tussen de bebouwde privépercelen in Waregem en de resterende bossen in Wortegem-Petegem en Anzegem.